# Kotajärvi (sjö i Finland, Lappland, lat 66,37, long 27,90)
Kotajärvi är en sjö i Finland. Den ligger i kommunen Posio i landskapet Lappland, i den norra delen av landet, 700 km norr om huvudstaden Helsingfors. Kotajärvi ligger 243,5 meter över havet. Arean är 14,4 hektar och strandlinjen är 3,66 kilometer lång. Sjön  ingår i Kemi älvs huvudavrinningsområde. 